# Luche-reductie
De Luche-reductie is een selectieve organische reductiereactie waarbij ketonen worden gereduceerd tot alcoholen met behulp van lewiszuren (zoals chloriden van Lanthaniden) en natriumboorhydride. In de praktijk wordt vaak cerium(III)chloride als lewiszuur gebruikt. De reactie is vernoemd naar haar ontdekker, de Fransman Jean-Louis Luche.
De selectiviteit van de Luche-reductie komt tot uiting in de reductie van twee stofklassen: moleculen die zowel keton- als aldehydegroepen bevatten, en bij α,β-onverzadigde ketonen (enonen).

## Reductie in nabijheid van aldehydefuncties
De selectiviteit van de reactie kan verklaard worden met de HSAB-theorie. In reductiereacties zijn ketonen minder reactief dan aldehyden, dit omwille van de extra sterische hindering, maar ook de extra elektronenstuwende alkylgroep die de reactiviteit van een keton verlaagt. (Dit doordat door de verhoogde elektronendensiteit rond de carbonylkoolstof deze minder een minder "hard" elektrofiel, en dus minder reactief tegenover nucleofielen maakt, hydride is in dit geval het "harde" nucleofiel.) Als een molecule met zowel keton- als aldehydegroepen gereduceerd wordt, zullen dus eerder de aldehydegroepen gereduceerd worden, en niet de ketongroepen. (In de praktijk bekomt men een mengsel.)
Indien men echter het keton wil reduceren, en het aldehyde wil behouden, is één mogelijkheid het keton reactiever te maken. Het lewiszuur van de Luche-reductie zal preferentieel complexeren met het zuurstofatoom (de lewisbase) van de groep met de hoogste elektronendichtheid, namelijk het keton. Het gecomplexeerde ceriumion zal elektronen wegzuigen van de carbonylkoolstof van het keton, waardoor deze een "harder" elektrofiel dan het aldehyde wordt en men dus eerder een gereduceerd keton zal bekomen.
Een tweede reden voor de selectiviteit is dat als solvent doorgaans alcoholen gebruikt worden. Deze reageren met natriumboorhydride tot alkoxiden, die de hardheid van het reductans versterken.

## Reductie van α,β-onverzadigde ketonen
α,β-onverzadigde ketonen beschikken over twee elektrofiele sites, en kunnen dus zowel 1,2- als 1,4-additie ondergaan. Om alleen of voornamelijk 1,2-additie te verkrijgen kan men een lewiszuur toevoegen, dit zal complexeren met de hardste lewisbase, het carbonylzuurstof. Hierdoor wordt de hardheid van het carbonylkoolstofatoom vergroot, en zal 1,2-additie veel sneller gebeuren.
Het enon wordt dus gereduceerd tot een allyl-alcohol. Zou er 1,4-additie plaatsgrijpen wordt er eerst een keton gevormd, dat dan verder wordt gereduceerd tot een alcohol.